# Coprini
I Coprini (Koibe, 1805) sono una tribù di coleotteri appartenenti alla famiglia Scarabaeidae che comprende oltre 900 specie diverse.

## Descrizione

### Adulto
I Coprini sono coleotteri di dimensioni medio grandi (10–30 mm) dalla forma generalmente molto convessa. I maschi di molte specie presentano corna cefaliche o toraciche, che conferisce a questa tribù un marcato dimorfismo sessuale.

## Biologia
La maggior parte degli adulti delle specie appartenenti a questa tribù vola al crepuscolo. Gli adulti si nutrono soprattutto di materia organica in decomposizione ma alcune di esse non disdegnano i cadaveri. Le larve si sviluppano al di sotto dello sterco, in tunnel preparati precedentemente dagli adulti, come nel caso di Copris lunaris.

## Distribuzione
I Coprini sono ampiamente diffusi in tutti i continenti, ad eccezione delle regioni polari.

## Tassonomia
La tribù comprende i seguenti generi:
- Canthidium Erichson, 1847
- Catharsius Hope, 1837 (Africa e Asia)
- Chalcocopris Burmeister, 1846 (Brasile)
- Copridaspidus Boucomont, 1920 (Africa)
- Copris Geoffroy, 1762 (cosmopolita, introdotta in Australia e nelle Isole Hawaii.
- Coptodactyla Burmeister, 1846 (Australia, Melanesia)
- Dichotomius Hope, 1838 (America)
- Heliocopris Hope, 1837 (Africa tropicale, sud-est asiatico)
- Holocanthon Martínez & Pereira, 1956
- Holocephalus Hope, 1838 (Brasile meridionale, Paraguay)
- Isocopris Pereira et Martínez (Brasile)
- Litocopris Waterhouse, 1891 (Africa)
- Macroderes Westwood, 1876 (Sud Africa)
- Metacatharsius Paulian, 1939 (Africa)
- Ontherus (America centrale e meridionale)
- Parachorius Harold, 1873
- Pseudocopris Ferreira, 1960 (Angola, Congo, Mozambico, Tanzania, Zambia, Zimbabwe)
- Pseudopedaria Felsche, 1904 (tropical Africa)
- Synapsis Bates, 1868
- Thyregis Blackburn, 1904 (Asia centrale e sud est asiatico)
- Xinidium Harold, 1869 (Sud Africa)